# Окони (река)
Око́ни (англ. Oconee River) — река в центральной части Джорджии на юго-востоке США, левая составляющая реки Олтамахо.
Длина реки составляет 220 миль (350 км). Площадь водосборного бассейна — 5330 квадратных миль (13 800 км2).
Название Окони имеет индейское происхождение. То же название носит озеро (водохранилище) на реке, расположенное близ города Гринсборо.
Окони начинается около города Атенс от слияния рек Норт-Окони и Мидл-Окони, истоки которых находятся в округе Холл. Генеральным направлением течения реки является юго-юго-восток. На высоте 25 м над уровнем моря сливается с Окмалги, образуя реку Олтамахо.
На реке Окони расположен город Милледжвилл — административный центр округа Болдуин и бывшая столица Джорджии.